# Смирнова-Марцинкевич, Светлана Сергеевна
Светла́на Серге́евна Смирно́ва-Марцинке́вич (род. 2 апреля 1987, Казань) — российская актриса театра и кино.

## Биография
Светлана Смирнова-Марцинкевич родилась 2 апреля 1987 года в Казани. Родители — артисты Сергей Смирнов и Ирина Марцинкевич. Старшая сестра Светланы, Олеся Сергеевна Смирнова-Марцинкевич (23 января 1981 года), тоже актриса.
В 2007 году дебютировала в телесериале «Всегда говори „всегда“-4». В 2009 году окончила СПбГАТИ (курс Семёна Спивака). Сотрудничала с Молодёжным театром на Фонтанке.
В 2012 году сыграла одну из главных героинь (Катю) в сериале «Обратная сторона Луны», показанном по Первому каналу. Вместе со Светланой снималась её мать — Ирина Марцинкевич, которая сыграла «взрослую» Катю из 2011 года.

## Личная жизнь
Муж — театральный режиссёр Руслан Нанава
- сын — Георгий Нанава (род. 6 марта 2013 г.)
- сын — Даниил Нанава (род. 24 мая 2022 г.)[1]

## Театральные работы
- «Дон Кихот» — Горожанка
- «Иов» — Подруга рекрута
- «Человек из машины» — Лера

## Фильмография
- 2007 — Всегда говори «всегда»-4 — студентка (нет в титрах)
- 2008 — Трудно быть мачо — эпизод (нет в титрах)
- 2008 — Улицы разбитых фонарей-9 — Наташа
- 2009 — Версия — Нюша, секретарша Фомина
- 2009 — Ещё не вечер — Варвара
- 2009 — Лейтенант Суворов — Анюта Радищева
- 2009 — Метро (фильм-спектакль) — дочь Слепого музыканта
- 2010 — Масквичи — эпизод
- 2010 — Морские дьяволы-4 — Маша
- 2010 — След — Анюта
- 2011 — В субботу — Вера
- 2011 — Небесный суд — эпизод
- 2011 — Поклонница — Нина Заречная
- 2012 — Дорога в пустоту — Марина Бурцева (главная роль)
- 2012 — Обратная сторона Луны — Катя Фадеева
- 2012 — Опергруппа-2 — Катя, возлюбленная лейтенанта Вакулина
- 2013 — Жажда — Ольга
- 2013 — Ковбои — Катя, медсестра
- 2013 — Третья мировая — «Женя»
- 2013 — С чистого листа — Аня Синицына
- 2013 — Братья по обмену — Рита, секретарша
- 2014 — Сердце ангела — Татьяна, сиделка в доме престарелых
- 2014 — Чужой район 3 — Лиза
- 2015 — Чума — медсестра Настя
- 2015 — Пионеры-герои — девушка Сергеева
- 2016 — Обратная сторона Луны 2 — Катя Фадеева
- 2016 — Беги! — Варвара, жена Дмитрия
- 2016 — Жених — Алёна
- 2017 — Территория — Елена, администратор гостиницы
- 2018 — Другие — Лида
- 2018 — Знахарь — Татьяна
- 2018 — Расплата — Анна Борисовна Морозова
- 2019 — Крик тишины — Зина Воронова
- 2019 — В отражении тебя — Маша
- 2019 — Чистая Психология — Елена-психолог
- 2020 — Город невест (сериал) — Настя
- 2020 — Казанова — Елена Петрова, исполняющая обязанности председателя Крымпотребсоюза в Ялте
- 2020 — Сержант — Юля
- 2021 — Большое Небо — Саша, жена Виктора Черткова
- 2022 — Между нами глубокое море — Светлана
- 2024 — Противостояние — мама Кротова